# Wymysłowo (powiat starogardzki)
Wymysłowo – kolonia kociewska w Polsce, położona w województwie pomorskim, w powiecie starogardzkim, w gminie Osiek w kompleksie leśnym Borów Tucholskich i nad wschodnim brzegiem jeziora Kałębie.
W latach 1975–1998 miejscowość położona była w województwie gdańskim.